# Ярдям
Ярдям (с тат. — «Помощь») — мечеть в районе Отрадное Северо-Восточного административного округа Москвы, расположена в доме 8 по улице Хачатуряна. Находится под юрисдикцией Центрального духовного управления мусульман России и входит в состав Духовно-просветительского комплекса района.

## История строительства
Татарская мечеть «Ярдям», находящаяся под одной крышей с шиитской мечетью «Инам», расположена в комплексе традиционных религий вдоль Сигнального проезда, куда так же входят часовня святого великомученика Пантелеймона-целителя, православный храм святого Николая Мирликийского и синагога «Даркей Шалом» (или по-другому «Пути мира»).
Инициатором и спонсором строительства мечети был Благотворительный фонд развития татарского духовного наследия «Хиляль», учреждённый Ряшитом Баязитовым в октябре 1996 года. Благодаря финансовой помощи Баязитова были также построены и отреставрированы мечети во многих городах России. Торжественное открытие «Ярдяма» состоялось 14 сентября 1997 года.

## Описание мечети
Архитектурный облик мечети «Ярдям» образуют два минарета высотой 41,5 м каждый, купол диаметром 26 метров, в здании три зала — центральный, цокольный и галереи. Общая площадь мечети составляет 2 га и рассчитана на две тысячи человек, в праздничные дни вмещает порядка десяти тысяч.
Полное благоустройство территории суннитской мечети Ярдям было завершено к официальному открытию в сентябре 1997 года.
В здании проводятся ежедневные пятикратные моления — намаз, пятничные проповеди и другие богослужения.
«Ярдям» на протяжении многих лет была единственной самоуправляющейся мечетью, построенной на деньги русских мусульман. На сегодняшний день «Ярдям» не входит в юрисдикцию Духовного управления мусульман Москвы, а относится к Совету муфтиев России.
28 ноября 2016 года главным имамом мечети стал мусульманский деятель Ринат Аляутдинов. Решение о назначении было принято основателем «Ярдям» Рашитом Баязитовым.

## Деятельность
При мечети находится трехэтажный учебно-административный корпус, в котором порядка 250—300 студентов изучают основы исламской веры и её историю, татарский и арабский языки, Коран. При мечети также работает Благотворительный фонд «Хиляль», просветительский центр, магазин халяльной продукции. Мероприятия в мечети проводятся в конференц-зале и кафе, где часто проходят благотворительные обеды, ифтары. На территории мечети открыт также дом ритуальных мусульманских услуг.
В сентябре 2017 года представители «Ярдям» приняли участие в открытии буддийской Ступы Просветления — храмового комплекса «Тупден Шедублинг — Центр изучения и практики Учения Будды».

## Традиции и праздники
Неоднократно организация праздников в мечети воспринималась неоднозначно со стороны представителей других конфессий или обычных жителей. Наряду с другими мечетями столицы, «Ярдям» празднует Курбан-байрам. Так, в ноябре 2010 года продажа жертвенных баранов у «Ярдяма» вызвала общественный резонанс. В 2017 году жертвоприношение было разрешено устраивать только в Подмосковье.
В июле 2015 года в честь праздника Ураза-байрама перекрыли полосу движения от части Алтуфьевского шоссе до Отрадной, также закрывали на несколько часов станцию «Проспект Мира», такое же ограничение движения было в сентябре 2017 года из-за Курбан-байрама.

## Руководители мечети
- Велитов Махмут Абдулхакович — председатель общины «Ярдям» с 1999 по 2016 год
- Ринат Аляутдинов — главный имам мечети с 2016 года
- Валитов Исмаил Абдулович — главный имам-хатыб РОМ «Ярдям» с 2016 года
- Аляутдинов Рамиль Абдулахатович — имам-хатыб с 2009 года
- Хасянов Зиннур Халимович — имам-хатыб с 1997 года
- Шабанов Фейзрахман Абдрахманович — имам с 2010 года
- Аллямов Ильхам Мансурович — имам с 2016 года
- Валитов Тахир Абдулович — имам с 2010 года
- Жалялетдинов Марат Тагирович — имам с 2017 года
- Хасянов Дамир Зинурович — имам с 2013 года[6][23]

## Резонансные события
В ходе расследования взрыва волгоградского автобуса в октябре 2013 года, следствие установило, что смертница Наида Асиялова посещала в «Ярдяме» курсы арабского языка и основ правил чтения Корана вместе с мужем Дмитрием Соколовым. Эту информацию опроверг имам мечети Исмаил Валитов. Также известно, что Дмитрий Соколов покупал в мечети кольца.
В июле 2016 года в Москве задержали имама мечети «Ярдям» Махмуда Велитова. Он обвинялся в публичном оправдании терроризма. По версии следствия, в сентябре 2013 года Велитов произнёс речь, которая одобряет деятельность одного из участников террористической организации «Хизб ут-Тахрир аль-Ислами». Как утверждал адвокат настоятеля, Велитов не знал, что человек, которого он поддерживает, является террористом. В апреле 2017 года Московский окружной военный суд приговорил Велитова к трём годам колонии общего режима. В августе 2016 года был открыт вопрос о передаче мечети «Ярдям» Духовному управлению мусульман Москвы, чтобы впоследствии избежать подобных случаев.